# Corallocarpus wildii
Corallocarpus wildii är en gurkväxtart som beskrevs av Charles Jeffrey. Corallocarpus wildii ingår i släktet Corallocarpus, och familjen gurkväxter. Inga underarter finns listade i Catalogue of Life.